# Ithômé
Pour le genre de lépidoptères, voir Ithome.
L'Ithômé ou Ithôme (en grec ancien Ἰθώμη / Ithốmê) est une montagne culminant à 805 mètres, dominant la plaine de Messénie en Grèce, sur laquelle était bâtie une forteresse antique ayant joué un rôle important au cours des guerres de Messénie. La montagne toute proche était consacrée à Zeus « Ithomatas », et comportait un autel en son sommet ; Homère, dans le Catalogue des vaisseaux de l’Iliade, l’a dite « rocheuse ». La Messénie en tant que région apparaît dans l'histoire au VIIIe siècle av. J.-C. dans des textes de Tyrtée, et de Pausanias, comme un pays dorien, rural et boisé, dont le principal centre (avec une forteresse, un temple de Zeus et un marché) est Ithômé. L’Ithômé tient son nom d'une nymphe éponyme originaire de la région, l'une de celles qui a nourri Zeus enfant.
Elle joua un rôle important dans la première guerre de Messénie (VIIIe siècle av. J.-C.) livrée entre Sparte et les Messéniens. La forteresse est alors la dernière défense de ces derniers, et ne se rend qu’au terme d’un siège héroïque. Aussitôt prise par les Spartiates, la forteresse est rasée. Par la suite, l'Ithômé joua un rôle symbolique important dans l'histoire des Hilotes messéniens. Ainsi, quand ils se révoltèrent en 464 av. J.-C., les Hilotes se réfugièrent sur l'Ithômé, où ils résistèrent pendant dix ans.
Au cours du IVe siècle av. J.-C., le général thébain Épaminondas libèra la Messénie du joug spartiate et la proclama indépendante. Une ville, Messène, fut fondée en contrebas du mont Ithomé, et la forteresse en constitua désormais l'acropole. Par la suite, le monastère de Voulkano — actuellement désaffecté — fut construit au sommet au VIIIe siècle, et abandonné vers 1625 après la construction d'un second monastère en contrebas.